# Traniș
Traniș – wieś w Rumunii, w okręgu Sălaj, w gminie Năpradea. W 2011 roku liczyła 370 mieszkańców.